# I diafanoidi vengono da Marte
I diafanoidi vengono da Marte (War of the planets nella edizione statunitense) è un film di fantascienza del 1966 diretto e prodotto da Antonio Margheriti sotto lo pseudonimo di Anthony M. Dawson. È stata la seconda pellicola pubblicata del cosiddetto "quartetto Gamma Uno" (dal nome della stazione spaziale usata come ambientazione), una serie di quattro film a basso costo girati contemporaneamente da Margheriti per il mercato statunitense.

## Trama
Un'astronave terrestre viene investita da corpuscoli luminescenti, che si rivelano essere alieni provenienti dal pianeta Marte. Essi sono alla ricerca di un nuovo mondo da conquistare. Per sopravvivere lontano dalla loro atmosfera devono impadronirsi di un corpo riuscendo a dominarne la mente.
Alcuni di loro vengono catturati e studiati, ma non si riesce a stipulare un accordo pacifico. Si passa quindi all'attacco inviando una spedizione nello spazio per distruggere la base aliena.

## Produzione
Il film fu prodotto con costi assai ridotti dalla Mercury Film International per conto della Metro Goldwyn Mayer, assieme ad altri tre (I criminali della galassia, Il pianeta errante e La morte viene dal pianeta Aytin) girati contemporaneamente da Margheriti nel giro di dodici settimane, sfruttando stesse scenografie e la maggior parte del cast. Inizialmente realizzati per il mercato televisivo statunitense, con l'intento di dare vita a un nuovo genere "made in Italy" (dopo quello spaghetti western) economico, differenziandosi dai lungometraggi americani ad elevato budget. Il ciclo è rimasto noto come Quartetto Gamma Uno dal nome dell'immaginaria stazione spaziale usata come ambientazione. Per il resto, le quattro storie sono completamente diverse tra loro e i protagonisti dei primi due film cambiano nei successivi.
Tutto il cast italiano era accreditato con pseudonimi anglosassoni, per dare l'impressione che si trattasse di un film statunitense.

## Distribuzione
Distribuito a partire dal 4 giugno 1966, in Italia il film è conosciuto anche come I diafanoidi portano la morte, ed è stato più tardi riproposto con il titolo Polizia dello spazio contro UFO, per dare maggior risalto alla presenza dell'attore Franco Nero.
Negli Stati Uniti fu distribuito col titolo War of the Planets

## Critica
(Fantafilm.)